# Syrische Revolution

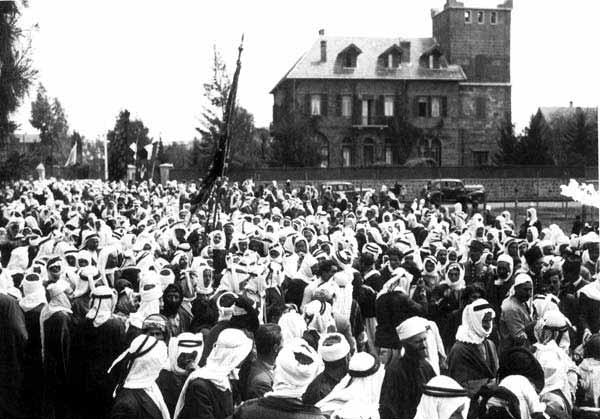
Drusische Kämpfer bereiten sich mit Sultan Pascha al-Atrasch auf den Kampf vor

Die  Große Syrische Revolution oder die Große Drusenrevolte (arabisch الثورة السورية الكبرى, DMG aṯ-Ṯawra as-Sūrīya al-Kubrā ‚Große Syrische Revolution‘, französisch Grande Revolte Syrienne) war von 1925 bis 1927 ein allgemeiner Aufstand im gesamten Syrien und Libanon, um sich von der französischen Herrschaft zu befreien; die Franzosen kontrollierten die Region seit dem Ende des Ersten Weltkrieges.
Bei dem Aufstand verübten französische Soldaten ein Massaker an der religiösen Minderheit der Drusen; zahlreiche drusische Zivilisten, darunter auch Frauen und Kinder, wurden bei der Niederschlagung des Aufstandes von französischen Soldaten getötet und der von Frankreich selbst errichtete Drusenstaat wurde als Folge dessen zerschlagen. Der Aufstand selbst war nicht zentral koordiniert; vielmehr wurde er von verschiedenen Faktionen, darunter Sunniten, Drusen und Christen, angestrebt – mit dem gemeinsamen Ziel, die französische Dominanz zu beenden.

## Ablauf
Im Jahre 1925 brach im neu errichteten Staat Syrien der Widerstand gegen die französische Mandatsherrschaft in vollem Ausmaß aus. Der Aufstand wurde von Sultan Pascha al-Atrasch angeführt.
Die Revolte brach zunächst vorrangig im Drusengebirge aus, breitete sich allerdings schnell in die anderen syrischen „Staaten“ aus, und wurde zu einer allgemeinen Rebellion in ganz Syrien und dem Großlibanon. Frankreich versuchte, sich zu rächen, indem das Parlament von Aleppo die Abspaltung von der Union mit Damaskus erklärte, aber die Abstimmung wurde durch syrische Patrioten vereitelt.
Trotz Kontrollversuchen der Franzosen, welche die konfessionelle Spaltung vorantrieben und städtische und ländliche Gebiete isolierten, weitete sich die Revolte vom Landesinneren weiter aus und vereinte syrische Drusen, Sunniten, Schiiten, Alawiten und Christen. Die aufständischen Kräfte schafften es sogar, die Hauptstadt Damaskus wieder unter ihre Kontrolle zu bringen, allerdings antwortete das französische Militär mit einer brutalen Aufstandsbekämpfungstechnik, welche die später im Algerienkrieg angewandte „französische Doktrin“ vorwegnahm. Dabei kam es zu Hauszerstörungen, Kollektivbestrafungen von Städten, Hinrichtungen, massenhaften Umsiedlungen und Schießereien in der städtischen Nachbarschaft. Der Aufstand wurde schließlich in den Jahren 1926 bis 1927 durch französische Luftangriffe auf zivile Gebiete, einschließlich Damaskus, unterdrückt.
Als Folge des Aufstandes wurde der oppositionelle Bloc national und drei Jahre später die Syrische Republik gegründet.

## Film
- Sirocco – Zwischen Kairo und Damaskus